# Rzemieniewice (gmina Szubin)
Rzemieniewice – osada w Polsce położona w województwie kujawsko-pomorskim, w powiecie nakielskim, w gminie Szubin.
W latach 1975–1998 miejscowość należała administracyjnie do województwa bydgoskiego.